# John Scofield
John Scofield (født 26. december 1951 Dayton, Ohio) er en amerikansk jazz-guitarist. 
Har haft stor betydning for fusionsmusikken, som én af de absolut mest fremtrædende stilskabere, hvilket understreges af en flittig række af pladeudgivelser.
Scofield er opvokset i Wilson, Connecticut, hvor han startede med guitarspillet i high-school 1970-73. Han indspillede i 1974 med Gerry Mulligan og i 1977 med Charles Mingus, men opnåede sit gennembrud, da han 1982-1985 turnerede verden rundt med Miles Davis. Han har haft mange projekter, senest The John Scofield Hollowbody Band, som bl.a. har optrådt live i Aarhus, 14. juli 2012.

Han har udgivet både plader i eget navn og medvirket på en masse udgivelser.
Blandt danske udgivelser:  Niels-Henning Ørsted Pedersen kvartet: Dancing On The Tables (1979), Niels Lan Doky: Daybreak (1988), Niels Lan Doky og Chris Minh Doky: Doky Brothers, Vol.2 (1997)

## Galleri
- John Scofield (Hollowbody Band, Aarhus 2012)
Foto: Hreinn Gudlaugsson
- John Scofield (Überjam, Aarhus 2014)
Foto: Hreinn Gudlaugsson
- John Scofield (Klüvers Big Band Aarhus 2011)
Foto: Hreinn Gudlaugsson
- John Scofield og Klüvers Big Band (Aarhus 2011)
Foto: Hreinn Gudlaugsson

## Udvalgte plader
- John Scofield live (1977)
- Still Warm (1986)
- Blue Matter (1986)
- Meant To Be (1990)
- Groove Elation (1995)
- Quiet(1996)
- A Go Go (1998)
- Überjam (2003)
- En Route (2004)
- Überjam Deux (2013)